# Berufsaufbauschule

Bildungsgänge im deutschen Bildungssystem

Die Berufsaufbauschule (BAS) bzw. die gewerblich-technische Berufsaufbauschule (BAG) ist in Deutschland eine einjährige Schulform der Berufsausbildung.
Zur Berufsaufbauschule werden Personen mit abgeschlossener einschlägiger Berufsausbildung (Facharbeiterbrief des dualen Systems ö. Ä.) zugelassen. Sie führt mit Bestehen der Abschlussklausuren zur Fachschulreife (gleichgestellt: Mittlere Reife, Realschulabschluss). Der Fächerkanon der Berufsaufbauschule umfasst alle typischen Schulfächer (Fremdsprache Englisch) und ein Profilfach, jedoch in der Regel ohne Kunst, Musik und Biologie. Der Großteil der Absolventen besucht danach weitere Schulformen wie Fachoberschule, technisches Gymnasium, berufliches Gymnasium, Berufsoberschule und Ähnliches.